# هنرهای پلاستیکی
هنرهای تجسمی (به انگلیسی: Plastic Arts) (هنرهای بصری/دیداری که در عربی فنون مرئیه گویند) که بیشتر به هنرهایی با فرایند قالب‌ریزی و تراش و توسعه به هنرهای بصری چون نقاشی گفته می‌شود. فرم‌های هنری هستند که شامل دستکاری فیزیکی وسایل تجسمی با قالب‌ریزی و مدل‌سازی می‌شوند مثل مجسمه‌سازی یا سفال‌گری. این واژه عموماً برای همه انواع هنرهای دیداری (غیرادبی، غیر موزیکال) به کار رفته‌است.
مواد مورد استفاده در هنرهای تجسمی با یک تعریف دقیق‌تر، شامل چیزهایی است که می‌توانند تراشیده شوند یا شکل داده‌شوند مثل سنگ یا چوب، سیمان یا فلز. پلاستیک به معنی صمغ‌های ساختمانی مصنوعی است که از زمانی که اختراع شده‌اند مورد استفاده قرار گرفته‌اند، اما واژه (هنرهای تجسمی) بر آن‌ها مقدم است. این واژه نباید با مفهوم نئوپلاستیکی مربوط به پیت موندریان اشتباه گرفته شود.

## تعاریف هنرهای تجسمی
1. هنر (مثل مجسمه‌سازی یا سنگ‌تراشی و نقوش برجسته) که به وسیلهٔ مدل‌سازی، توصیف شده‌است: هنر سه بعدی
2. هنر دیداری (مثل نقاشی، مجسمه‌سازی یا فیلم) خصوصاً به عنوان متمایز از هنر که مکتوب است (مثل شعر، موسیقی)که اغلب به صورت جمع به کار می‌رود.

بنابراین، هنرهای تجسمی به عنوان مفهوم دقیق تر، آن دسته از هنرهای دیداری است که شامل استفاده از موادی مثل خام رس و گچ می‌باشد که می‌تواند اغلب در سه بعد به نحوی قالب ریزی یا مدوله شود.

## عکسها

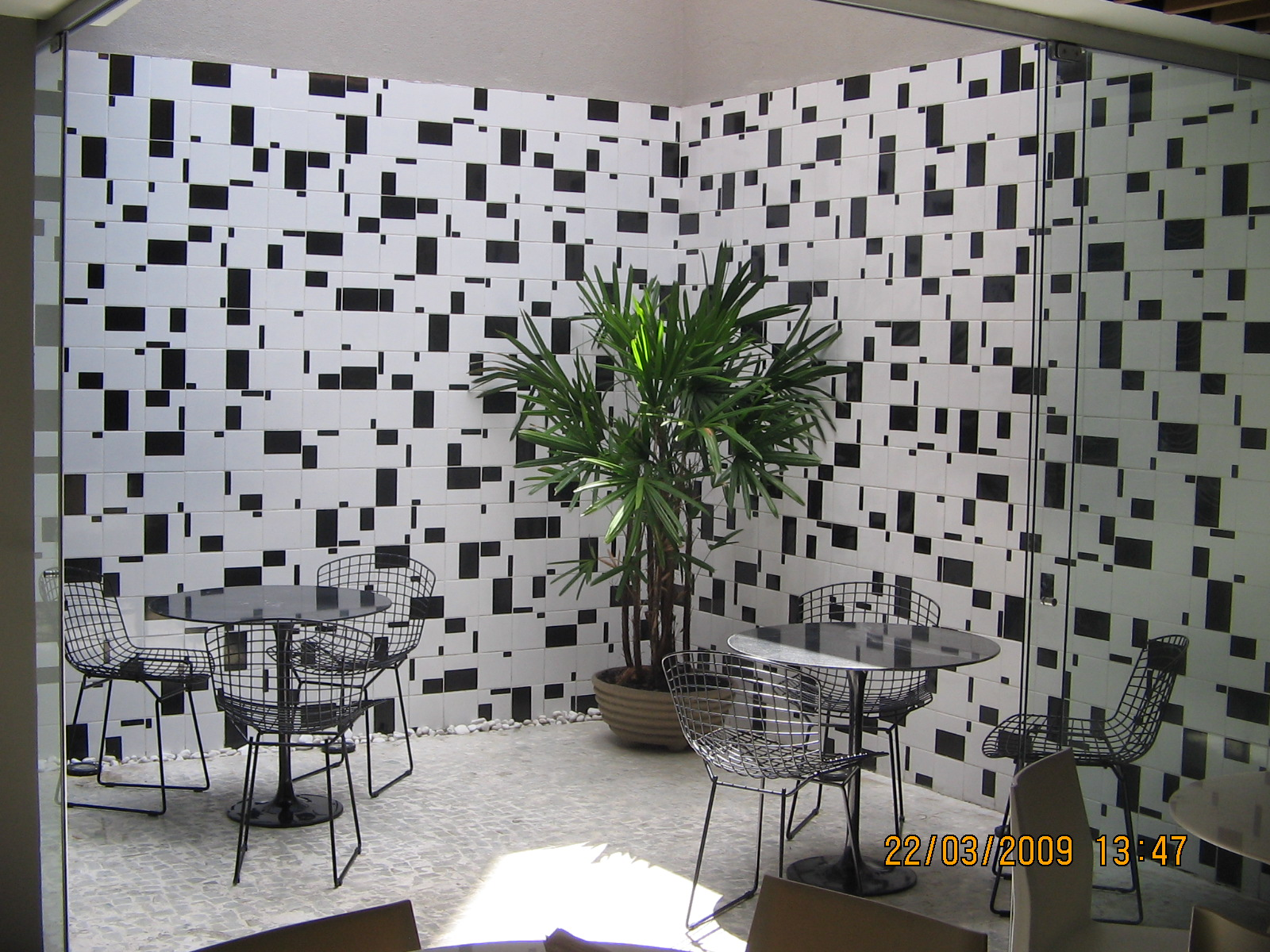
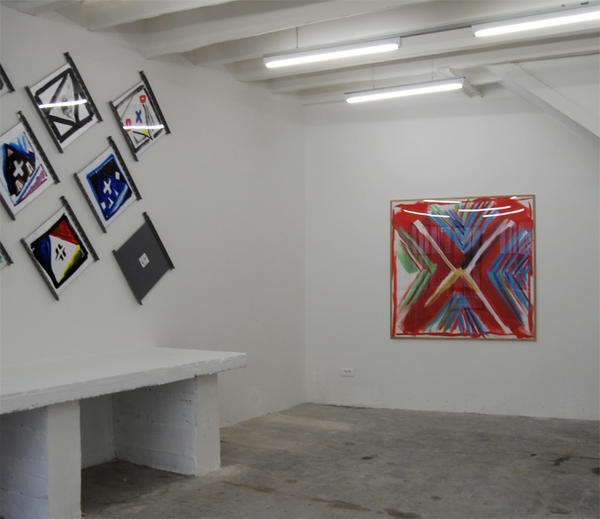
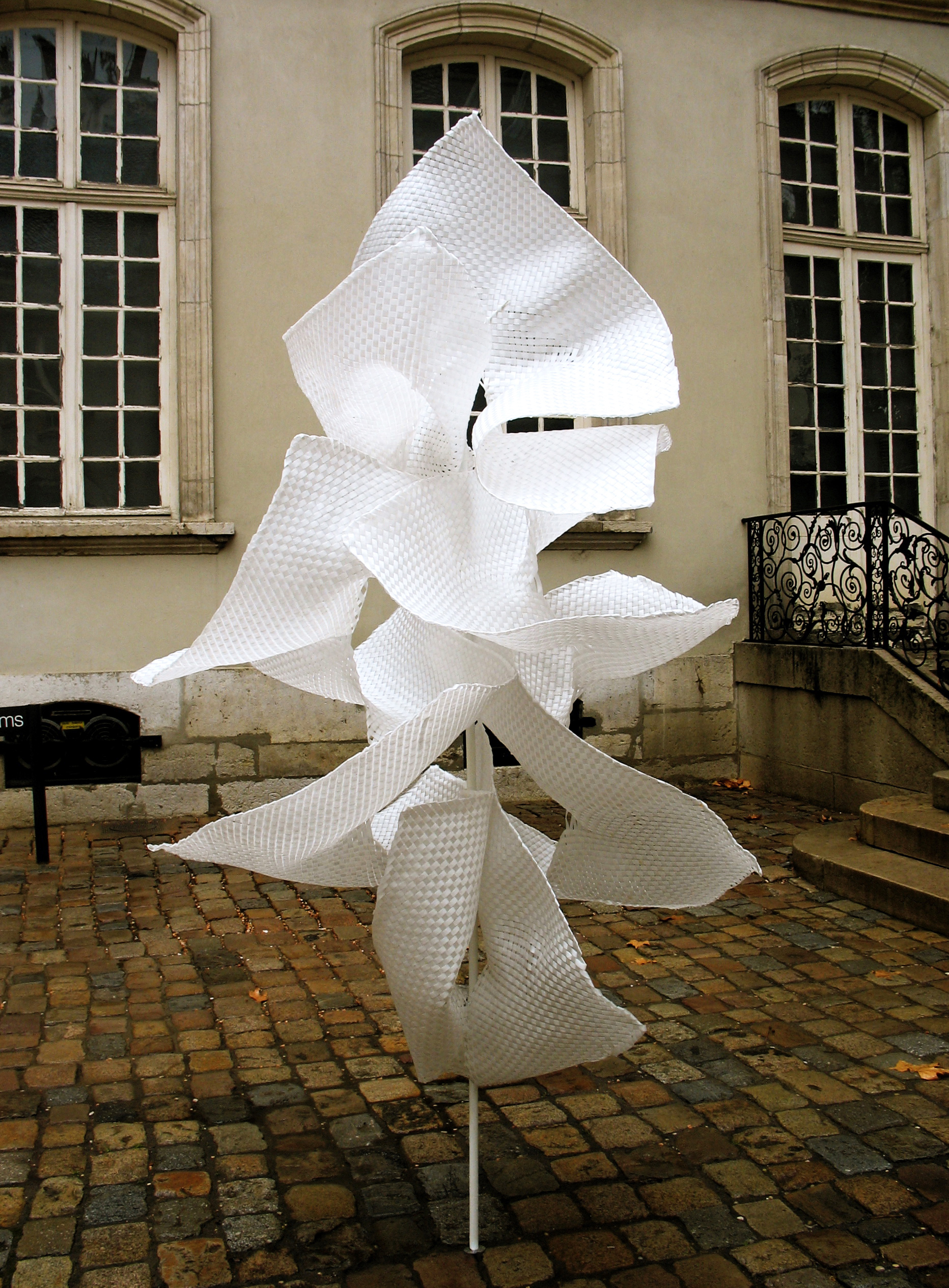
Sarabande Musée des Tissus لیون ۲۰۰۷-۲۰۰۸
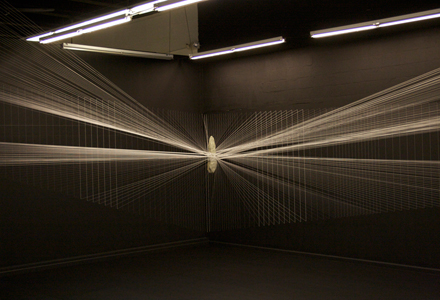
Milton Becerra Ale'ya Durban Segnini Gallery میامی (فلوریدا) ۲۰۰۹.
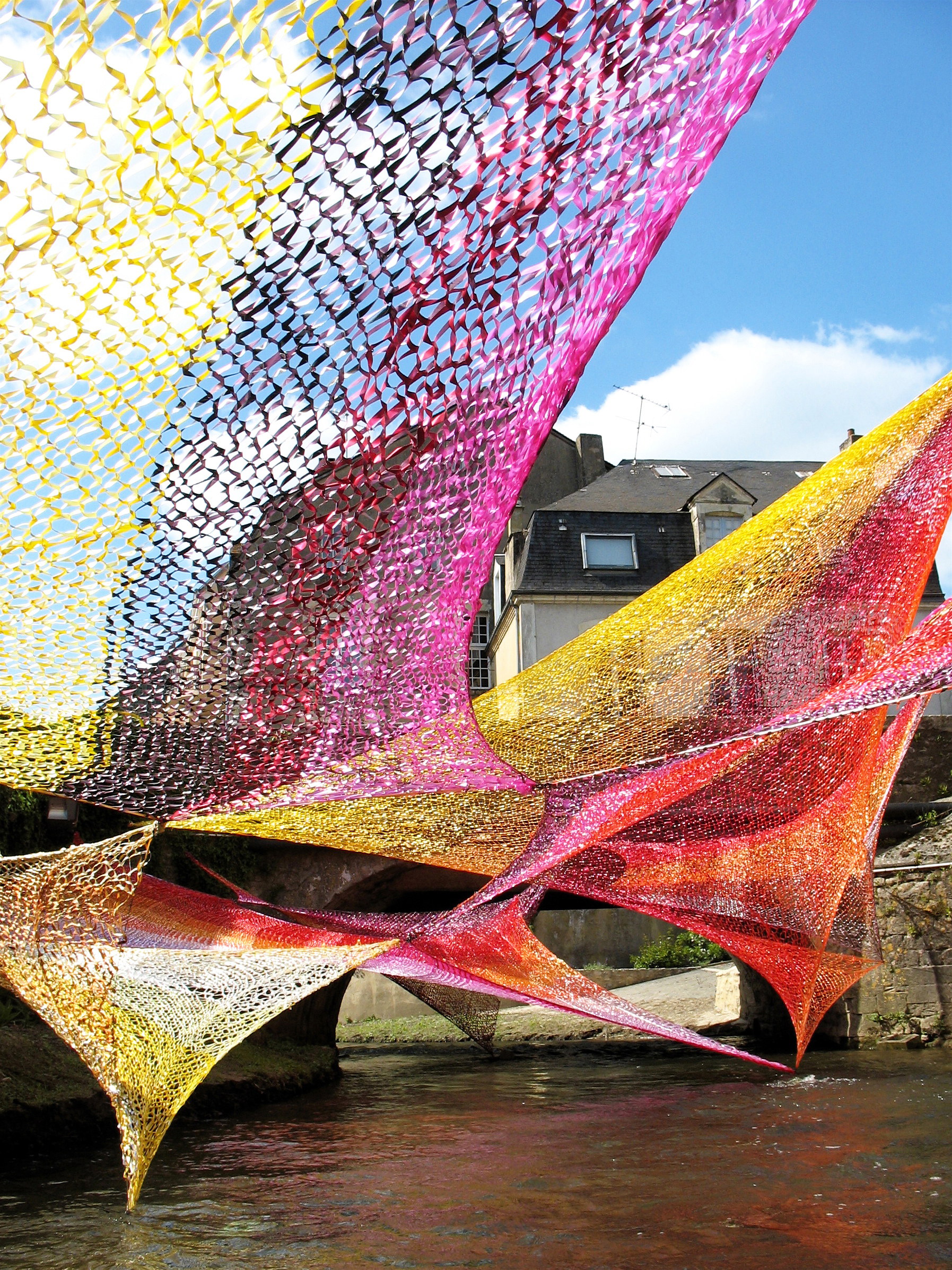
La Ferté Bernard Festival Artec 2010
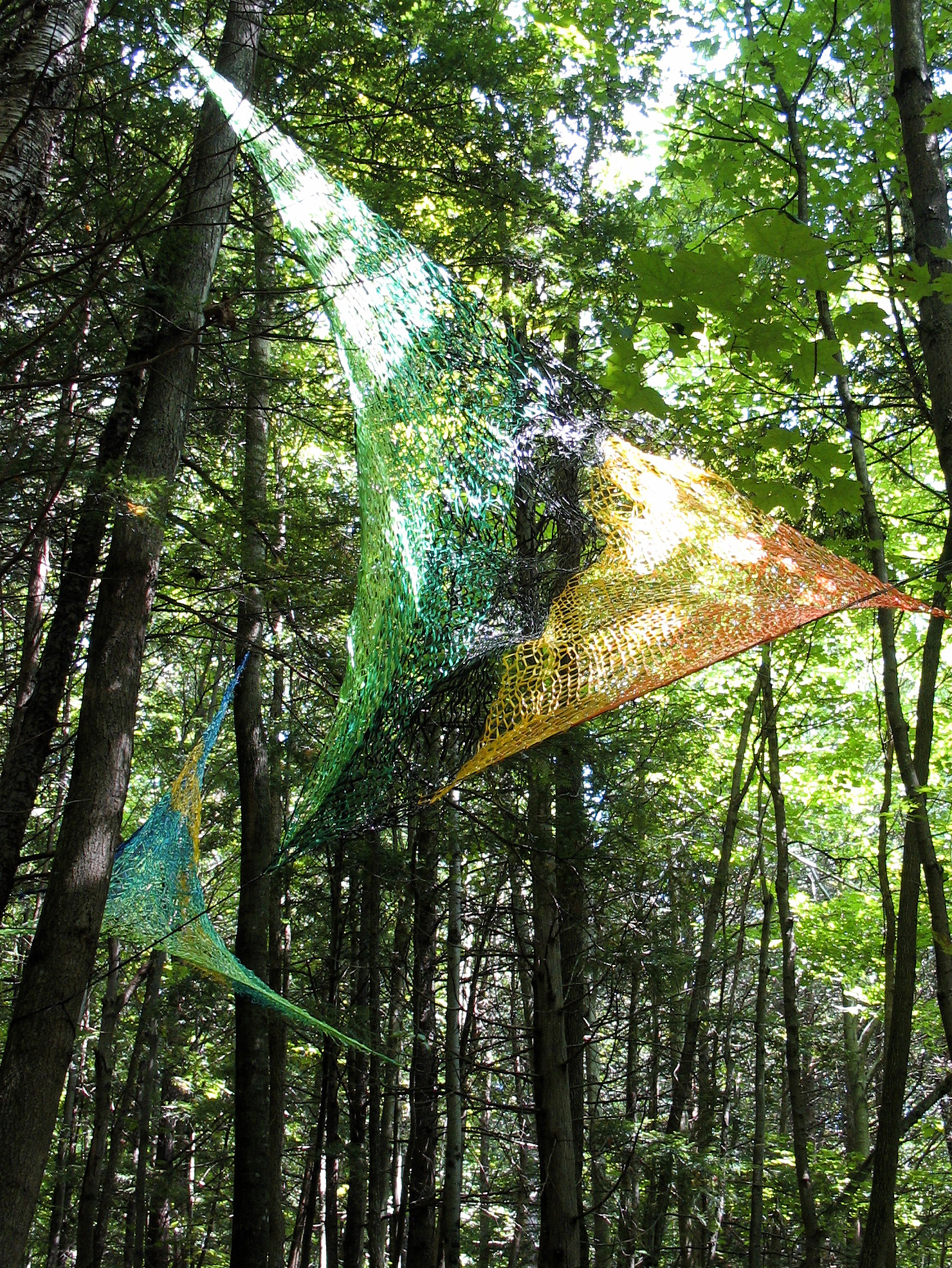
Bois de Belle Rivière استان کبک ۲۰۱۰
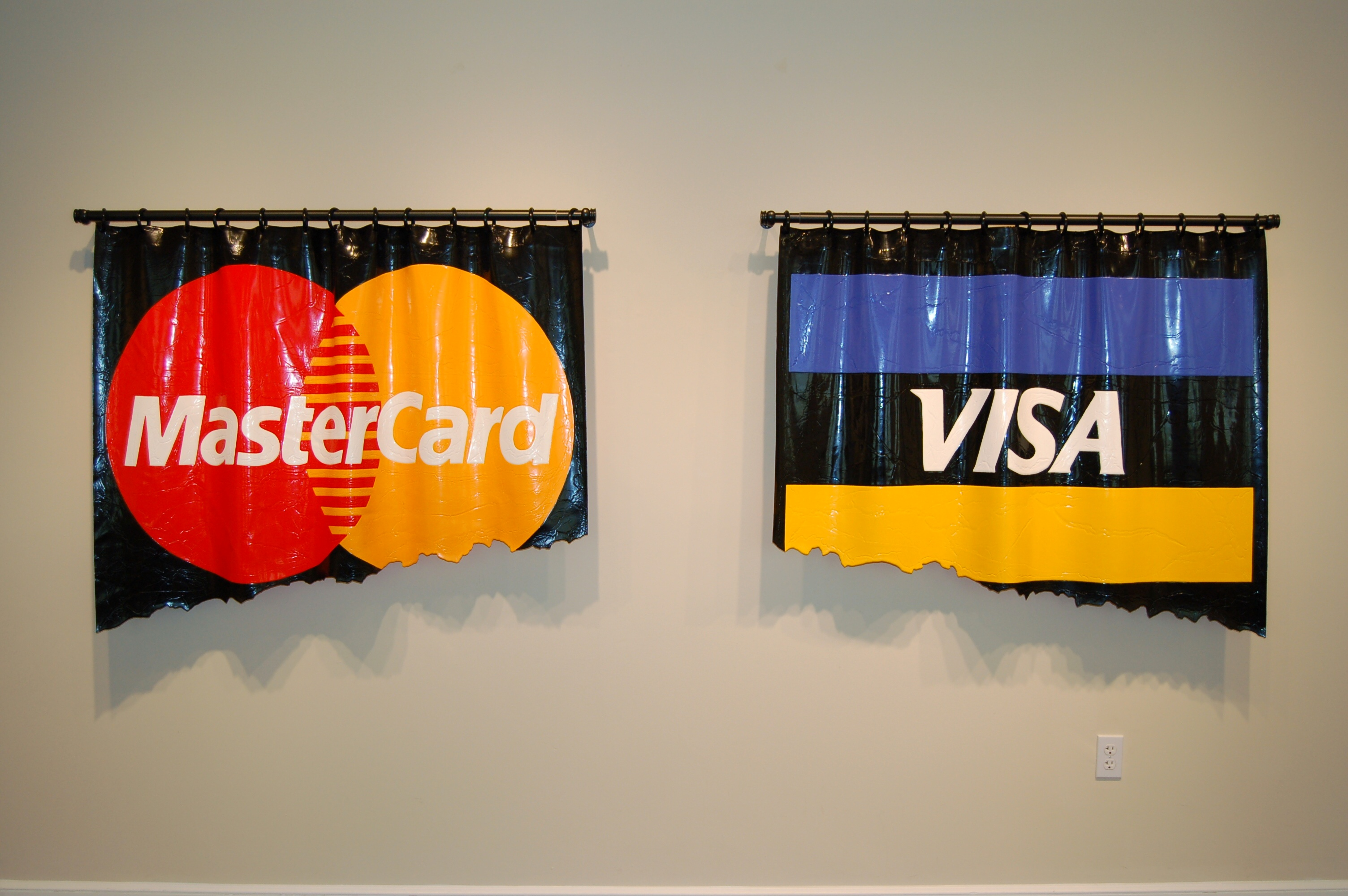